# Inside Man (Fernsehserie)
Inside Man ist eine britische Miniserie aus dem Jahr 2022, die von Steven Moffat geschrieben und produziert wurde. Die Serie wurde ursprünglich auf BBC One ausgestrahlt und ist international über Netflix verfügbar.

## Handlung
Die Serie handelt von einem ungewöhnlichen Kriminalfall, der zwei scheinbar unabhängige Geschichten miteinander verknüpft: In den USA sitzt der brillante, aber zum Tode verurteilte Kriminalpsychologe Jefferson Grieff in der Todeszelle und löst dort komplexe Mordfälle. In einem ruhigen englischen Dorf wird währenddessen der Vikar Harry Watling  in einen eskalierenden moralischen Konflikt verwickelt, der mit dem Verschwinden der Mathematiklehrerin Janice Fife zusammenhängt.

## Produktion und Veröffentlichung
Die Serie wurde von Steven Moffat entwickelt. Produziert wurde Inside Man von Hartswood Films in Zusammenarbeit mit BBC Studios. Die Regie übernahm Paul McGuigan. Die Dreharbeiten fanden unter anderem in Großbritannien und den USA statt.
Die Musik zur Serie stammt von David Arnold.
Die Erstausstrahlung in Großbritannien erfolgte am 26. September 2022 auf BBC One. Am 31. Oktober 2022 wurde die Serie auf Netflix international veröffentlicht. Die Miniserie besteht aus vier Episoden mit jeweils ca. 60 Minuten Laufzeit.

## Besetzung und Synchronisation
Die deutsche Synchronisation entstand bei der VSI Synchron GmbH, unter der Dialogregie und nach einem Dialogbuch von Bianca Krahl.
| Rolle            | Schauspieler  | Synchronsprecher  |
| ---------------- | ------------- | ----------------- |
| Jefferson Grieff | Stanley Tucci | Lutz Mackensy     |
| Harry Watling    | David Tennant | Peter Flechtner   |
| Beth Davenport   | Lydia West    | Maximiliane Häcke |
| Janice Fife      | Dolly Wells   | Gundi Eberhard    |
| Ben Watling      | Louis Oliver  | Finn Posthumus    |
| Casey            | Dylan Baker   | Frank Röth        |

## Episodenliste
| Nr. | Deutscher Titel | Originaltitel | Erstausstrahlung Vereinigtes Königreich | Deutschsprachige Erstausstrahlung (D) | Regie         | Drehbuch      |
| --- | --------------- | ------------- | --------------------------------------- | ------------------------------------- | ------------- | ------------- |
| 1   | Folge 1         | Episode 1     | 26. Sep. 2022                           | 31. Okt. 2022                         | Paul McGuigan | Steven Moffat |
| 2   | Folge 2         | Episode 2     | 27. Sep. 2022                           | 31. Okt. 2022                         | Paul McGuigan | Steven Moffat |
| 3   | Folge 3         | Episode 3     | 3. Okt. 2022                            | 31. Okt. 2022                         | Paul McGuigan | Steven Moffat |
| 4   | Folge 4         | Episode 4     | 4. Okt. 2022                            | 31. Okt. 2022                         | Paul McGuigan | Steven Moffat |